# عبدي بلي
عبدي بلي (28 ديسمبر سنة 1962 بمدينة لاس عانود) هو عداء المسافات المتوسطة السابق الذي يحمل العديد من السجلات الوطنية الصومالية لمختلف تخصصات ألعاب القوى. في عام 1987 أصبح بطل العالم في 1500 متر، وهو أول صومالي قام بذلك. وفي عام 1996 كان يمثل الصومال في دورة الألعاب الأولمبية الصيفية عام 1996 في 1500 متر . شقيقه جامع بلي، عداء منافس لجامعة ولاية أريزونا الشمالية. إبنه أحمد بلي عداء في جامعة جورج تاون.

## وصلات خارجية
- عبدي بلي على موقع الاتحاد الدولي لألعاب القوى (الإنجليزية)
- عبدي بلي على موقع اللجنة الأولمبية الدولية (الإنجليزية)
- عبدي بلي على موقع أوليمبيديا (الإنجليزية)